# Рапунцель: Запутанная история (саундтрек)
| Оценки критиков | Оценки критиков |
| Источник        | Оценка          |
| --------------- | --------------- |
| Filmtracks      | [ 2 ]           |

«Рапунцель: Запутанная история (саундтрек)» (англ. Tangled: Original Soundtrack) — официальный саундтрек к мультфильму «Рапунцель: Запутанная история», оригинальная музыка для фильма была написана 8-кратным обладателем премии «Оскар» композитором Аланом Менкеном, слова для альбома написал лирик Гленн Слейтер. Главные роли озвучивают Мэнди Мур и Закари Ливай «Рапунцель: Запутанная история» является 50-м анимационным фильмом в серии «Классика Уолта Диснея». Мультфильм основан на сказке Рапунцель братьев Гримм. Альбом был номинирован на премию «Грэмми» 2012 года в категориях «Лучший компиляционный саундтрек для визуальных медиа» и «Лучшая песня, написанная для визуальных медиа» за «I See the Light».

## Происхождение
Оригинальную музыку к фильму и песням написал Алан Менкен, а слова к песням написал Гленн Слейтер.
Менкен сказал, что пытался объединить средневековую музыку с фолк-роком 1960-х годов, чтобы создать новые песни.
Было написано несколько песен, но в итоге они были вырезаны из финального фильма; «When Will My Life Begin?» заменила более раннюю версию под названием «What More Could I Ever Need?». Менкен сообщил, что этот вступительный номер прошёл пять или шесть различных версий.
В другом месте Менкен сообщил, что изначально была песня о любви под названием «You Are My Forever» которую Матушка Готель спела Рапунцель по-матерински, но позже была воспроизведена в фильме Флинном Райдером в романтической манере. Эта идея, по-видимому, была заменена двумя песнями «Mother Knows Best» и «I See the Light».
Песня «Something That I Want» в исполнении Грэйс Поттер из Grace Potter and the Nocturnals представлена в заключительных титрах. Эта версия содержит некоторые слова, которые были переписаны и спеты самой Поттер. Латиноамериканская испанская версия песни под названием «Algo quiero querer», была записана колумбийской поп-певицей Фанни Лу. , а русскую версию исполнила Виктория Дайнеко ( голос Рапунцель) от лица своего персонажа. Текст в русской версии значительно отличался от оригинала, дабы соответствовать персонажу.
Саундтрек занял 44-е место в Billboard 200, 7-е место в чарте саундтреков и 3-е место в чарте Kid Albums.

### Трэк-лист
Вся музыка написана Аланом Менкеном, а слова Гленном Слейтером кроме 20 трека, написанного Грэйс Поттер. Вся оригинальная музыка к фильму составлена Менкеном..
| №   | Название                                   | Исполнитель(и)                                            | Длительность |
| --- | ------------------------------------------ | --------------------------------------------------------- | ------------ |
| 1.  | «When Will My Life Begin?»                 | Мэнди Мур                                                 | 2:32         |
| 2.  | «When Will My Life Begin? (Реприза 1)[1]»  | Мур                                                       | 1:03         |
| 3.  | «Mother Knows Best[2]»                     | Донна Мёрфи                                               | 3:10         |
| 4.  | «When Will My Life Begin? (Реприза 2)»     | Мур                                                       | 2:06         |
| 5.  | «I've Got a Dream»                         | Брэд Гарретт, Джеффри Тэмбор, Мур, Закари Ливай, Компания | 3:11         |
| 6.  | «Mother Knows Best (Реприза)»              | Мёрфи                                                     | 1:38         |
| 7.  | «I See the Light»                          | Мур, Ливай                                                | 3:44         |
| 8.  | «Healing Incantation»                      | Мур                                                       | 0:54         |
| 9.  | «Flynn Wanted» (Музыка к фильму)           | Алан Менкен                                               | 2:51         |
| 10. | «Prologue» (Музыка к фильму и песня)       | Менкен, Мёрфи, Делани Стейн                               | 2:02         |
| 11. | «Horse with No Rider» (Музыка к фильму)    | Менкен                                                    | 1:57         |
| 12. | «Escape Route» (Музыка к фильму)           | Менкен                                                    | 1:57         |
| 13. | «Campfire» (Музыка к фильму)               | Менкен                                                    | 3:21         |
| 14. | «Kingdom Dance» (Музыка к фильму)          | Менкен                                                    | 2:20         |
| 15. | «Waiting For the Lights» (Музыка к фильму) | Менкен                                                    | 2:47         |
| 16. | «Return to Mother» (Музыка к фильму)       | Менкен                                                    | 2:06         |
| 17. | «Realization and Escape» (Музыка к фильму) | Менкен                                                    | 5:50         |
| 18. | «The Tear Heals» (Музыка к фильму и песня) | Менкен, Мур                                               | 7:37         |
| 19. | «Kingdom Celebration» (Музыка к фильму)    | Менкен                                                    | 1:50         |
| 20. | «Something That I Want»                    | Грэйс Поттер                                              | 2:43         |

| №   | Название          | Исполнитель     | Длительность |
| --- | ----------------- | --------------- | ------------ |
| 21. | «I See The Light» | Шеннон Саундерс | 3:38         |

Обозначения
1^ Не исполнена в фильме.
2^Это расширённая версия песни.

### Производительность чартов
| Чарт (2010)              | Высшая позиция |
| ------------------------ | -------------- |
| US Billboard 200         | 44             |
| US Billboard Soundtracks | 7              |
| US Billboard Kids Albums | 3              |